# Tengeri harcsafélék
A tengeri harcsafélék (Ariidae) a sugarasúszójú csontos halakhoz és  a  harcsaalakúak (Siluriformes) rendjébe tartozó család.

## Rendszerezés
A családba az alábbi nemek tartoznak:
- Amissidens
- Amphiarius
- Ariopsis
- Arius
- Aspistor
- Bagre
- Batrachocephalus
- Brustiarius
- Carlarius
- Cathorops
- Cephalocassis
- Cinetodus
- Cochlefelis
- Cryptarius
- Galeichthys
- Genidens
- Hemiarius
- Hexanematichthys
- Ketengus
- Nedystoma
- Nemapteryx
- Netuma
- Notarius
- Occidentarius
- Osteogeneiosus
- Plicofollis
- Potamarius
- Potamosilurus
- Precathorops
- Sciades
- Selenaspis
- Tetranesodon